# ابن عرس منتن أوروبي
ابن عرس المنتن الأوروبي (الاسم العلمي: Mustela putorius) (بالإنجليزية: European Polecat)‏ هو نوع من الحيوانات يتبع جنس ابن عرس من فصيلة العرسيات.
موطنه الأصلي غرب أوراسيا وشمال المغرب، لونه بني غامق شاحب أسفل البطن وله قناع غامق على الوجه، من حين لآخر تكون هناك اختلافات أخرى في اللون. تحتوي العائلة الموجود فيها أيضًا على حيوانات المنك وأنواع ابن عرس أخرى، بالمقارنة معهم فإن لديه جسم أقصر وأكثر إحكاما وجمجمة وأسنان مبنية بقوة أكبر وأقل رشاقة. وهو معروف جيدًا بقدرته على إفراز سائل كريه الرائحة بشكل خاص لتحديد منطقته.
غالبًا ما تشترك الحيوانات من نفس الجنس في نطاقات المنزل، وهو متعدد الزوجات.  عادة ما تلد الإناث في أوائل الصيف ولادات تتكون من خمسة إلى عشرة مجموعات والتي تصبح مستقلة في سن شهرين إلى ثلاثة أشهر. يتغذى على القوارض الصغيرة والطيور والبرمائيات والزواحف، من حين لآخر يشل فريسته عن طريق ثقب دماغها بأسنانه ويخزنها وهي لا تزال على قيد الحياة في جحره للاستهلاك المستقبلي.
نشأ في أوروبا الغربية خلال العصر الجليدي الأوسط. أقرب أقاربه الأحياء اين مقرض ذو الأرجل السوداء والمنك الأوروبي.
يعتبر القط الأوروبي هو الجد الوحيد الذي تم تدجينه منذ أكثر من 2000 عام لصيد الحشرات. خلافًا لذلك كان البشر ينظرون إلى هذا النوع بشكل سلبي تاريخيًا. في الجزر البريطانية على وجه الخصوص تعرض للاضطهاد من قبل حراس الطرائد وأصبح مرادفًا للاختلاط في الأدب الإنجليزي المبكر. خلال العصر الحديث لا يزال ممثلاً بشكل ضئيل في الثقافة الشعبية عند مقارنته بالثدييات البريطانية النادرة الأخرى، ولا يزال سوء فهم سلوكه مستمراً في بعض المناطق الريفية.

## معرض صور

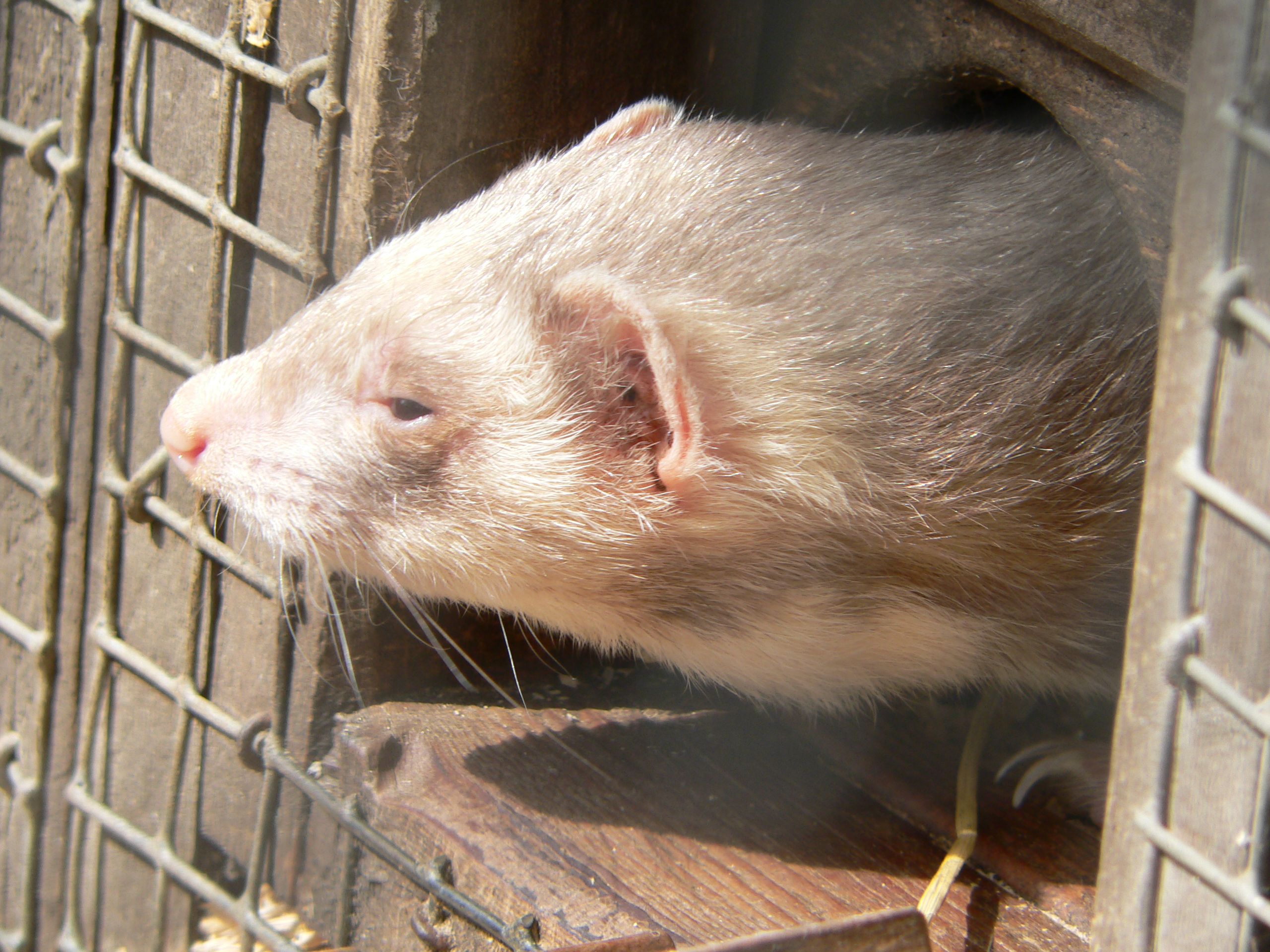
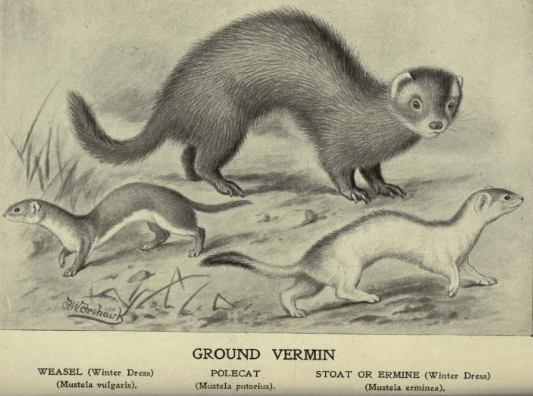
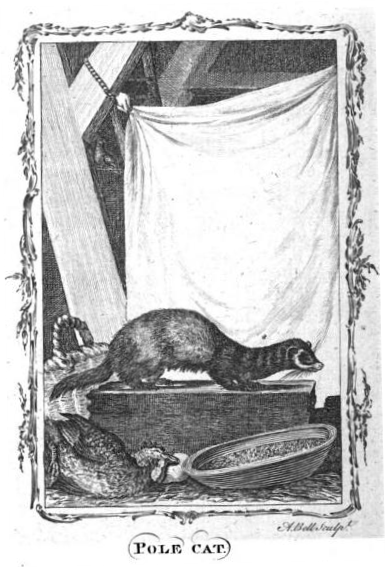
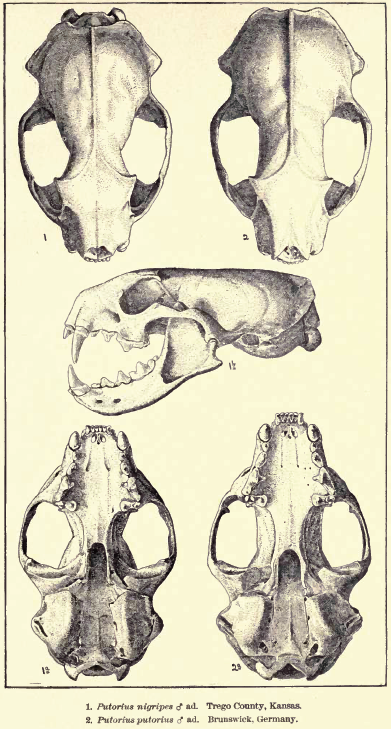
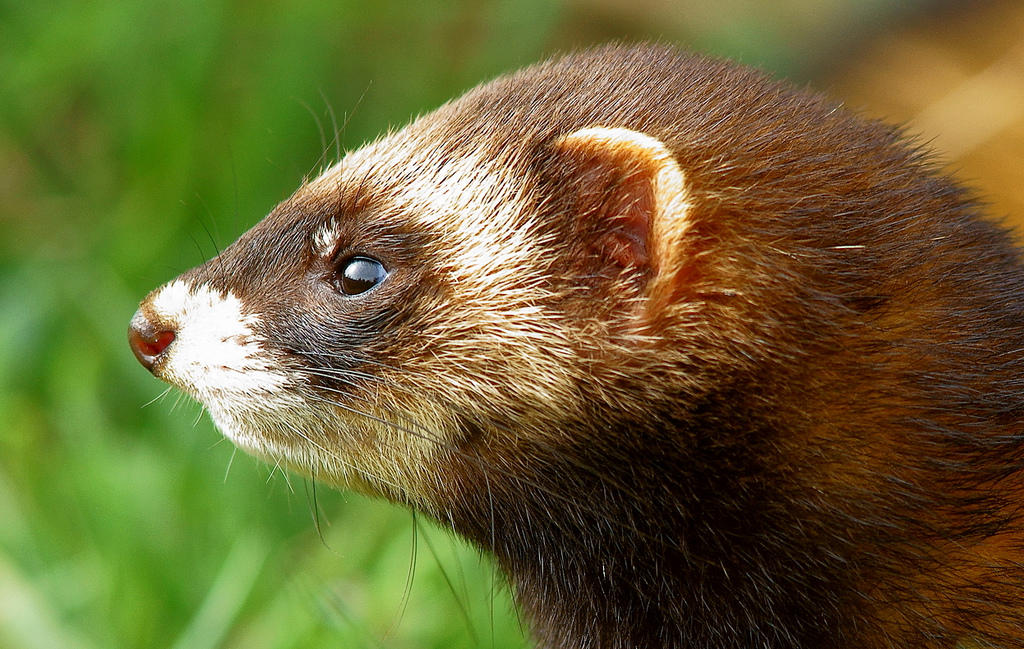